# Luis Robles
Luis Robles (Fort Huachuca, 11 maggio 1984) è un ex calciatore statunitense, di ruolo portiere.

## Carriera

### Club
Robles ha giocato, dal 2002 al 2006, per i Portland Pilots, la squadra dell'università di Portland, conquistando il record di maggior numero di parate, ben trecentoquarantasei.
È stato scelto nel SuperDraft della MLS per il 2007, come cinquantesima scelta assoluta, dal D.C. United; il calciatore ha però scelto di non firmare per la Major League Soccer e nel gennaio 2007 si è accordato con il Kaiserslautern. Robles ha debuttato in campionato il 17 ottobre 2008, nella partita contro l'Ahlen. È riuscito a conquistare il posto in squadra per via dell'infortunio patito dal titolare, Tobias Sippel, e perché il Nazionale giovanile tedesco, Kevin Trapp, non è stato ritenuto pronto. Ha terminato la sua prima stagione da titolare in Germania con sedici partite giocate e diciassette reti subite.
L'8 agosto 2012 viene ufficializzato il suo ingaggio da parte dei New York Red Bulls, franchigia della MLS.
Il 6 gennaio 2021 si ritira dal calcio giocato.

### Nazionale
A maggio 2009, Robles è stato invitato per la prima volta a partecipare agli allenamenti degli Stati Uniti, nonostante non fosse stato convocato per gli incontri di qualificazione alla campionato del mondo 2010 del 3 e 6 giugno. Una settimana dopo la conclusione del suo primo camp d'allenamento con gli Stati Uniti, Robles è stato convocato per la FIFA Confederations Cup 2009. La sua inclusione nella lista è stata una sorpresa, come riportato da diversi partecipanti alla conferenza stampa in cui essa è stata annunciata.

## Statistiche

### Cronologia presenze e reti in Nazionale
| Cronologia completa delle presenze e delle reti in nazionale ― Stati Uniti | Cronologia completa delle presenze e delle reti in nazionale ― Stati Uniti | Cronologia completa delle presenze e delle reti in nazionale ― Stati Uniti | Cronologia completa delle presenze e delle reti in nazionale ― Stati Uniti | Cronologia completa delle presenze e delle reti in nazionale ― Stati Uniti | Cronologia completa delle presenze e delle reti in nazionale ― Stati Uniti | Cronologia completa delle presenze e delle reti in nazionale ― Stati Uniti | Cronologia completa delle presenze e delle reti in nazionale ― Stati Uniti |
| Data                                                                       | Città                                                                      | In casa                                                                    | Risultato                                                                  | Ospiti                                                                     | Competizione                                                               | Reti                                                                       | Note                                                                       |
| -------------------------------------------------------------------------- | -------------------------------------------------------------------------- | -------------------------------------------------------------------------- | -------------------------------------------------------------------------- | -------------------------------------------------------------------------- | -------------------------------------------------------------------------- | -------------------------------------------------------------------------- | -------------------------------------------------------------------------- |
| 11-7-2009                                                                  | Foxborough                                                                 | Stati Uniti                                                                | 2 – 2                                                                      | Haiti                                                                      | Gold Cup 2009 - 1º turno                                                   | -2                                                                         |                                                                            |
| 31-1-2016                                                                  | Carson                                                                     | Stati Uniti                                                                | 3 – 2                                                                      | Islanda                                                                    | Amichevole                                                                 | -2                                                                         |                                                                            |
| 4-2-2017                                                                   | Chattanooga                                                                | Stati Uniti                                                                | 1 – 0                                                                      | Giamaica                                                                   | Amichevole                                                                 | -                                                                          | 45’                                                                        |
| Totale                                                                     |                                                                            | Presenze                                                                   | 3                                                                          |                                                                            | Reti                                                                       | -4                                                                         |                                                                            |

## Palmarès

### Club

#### Competizioni nazionali
- 2. Fußball-Bundesliga: 1

Kaiserslautern: 2009-2010
- MLS Supporters' Shield: 3

RB New York: 2013, 2015, 2018

### Individuale
- Portiere dell'anno della Major League Soccer: 2

2015, 2016
- MLS Best XI: 1

2015